# Alfred Klemmt
Alfred Klemmt (* 10. März 1895 in Jatznick; † 8. August 1979 in West-Berlin) war ein deutscher nationalsozialistischer Philosoph.

## Leben
Alfred Klemmt wurde 1895 in Jatznick geboren. Er ging in Stralsund zur Schule. Bei Ausbruch des Ersten Weltkrieges meldete er sich freiwillig und wurde 1915 schwer verwundet. Von 1919 an studierte Klemmt Philosophie, Philologie und Kunstgeschichte an der Universität in Berlin, u. a. bei Alois Riehl und Ernst Troeltsch. 1922 promovierte er bei Ernst Troeltsch über den Kulturphilosophen Georg Simmel. 
Klemmt strebte eine universitäre Laufbahn an. Er versuchte mehrfach sich zu habilitieren, was ihm jedoch nicht gelang. 1928 wurde seine Habilitationsschrift abgelehnt, 1933 wies seine Probevorlesung zu große Mängel auf. Über seinen dritten Versuch 1944 an der Georg-August-Universität Göttingen liegen keine genaueren Informationen vor. 
Nach der Machtübernahme der Nationalsozialisten 1933 wurde Klemmt an der Deutschen Hochschule für Politik angestellt, wo er in dezidiert nationalsozialistischem Sinne unterrichtete.

## Philosophie
Ursprünglich war Klemmt geprägt von Alois Riehl im Sinne des Neukantianismus. Nach eigenen Aussagen brachte er der Phänomenologie und Lebensphilosophie große Wertschätzung entgegen. Klemmt sagte, er orientiere sich an Platons späteren Dialogen. Insgesamt bleibt jedoch festzustellen, dass Klemmt seine Philosophie an nationalsozialistischen Postulaten ausrichtete.

## Publikationen

### Autor
- Georg Simmel. Eine kritische Charakterstudie und Erläuterung der Grundprobleme der gegenwärtigen Philosophie, Dissertation, Berlin 1922, laut dem schwedischen Philosophen Magnus Selling "durch ihren glänzenden Stil und ihre zuverlässige Darstellung, Analyse und Kritik auch heute noch ein wichtiger Beitrag zur Simmel-Literatur"[1]
- Volk und Staat, Junker und Dünnhaupt, Berlin 1936
- Wissenschaft und Philosophie im Dritten Reich, Junker und Dünnhaupt, Berlin 1936
- John Locke, Westkulturverlag, Meisenheim 1952
- Karl Leonhard Reinholds Elementarphilosophie, Meiner, Hamburg 1958
- Descartes und die Moral, Hain, Meisenheim, 1971

### Herausgeber
- Eine Abhandlung über die Prinzipien der menschlichen Erkenntnis von George Berkeley. Meiner, Hamburg 1957
- Von der Erforschung der Wahrheit, von Nicolas Malebranche. Meiner, Hamburg 1968